# Кубок Казахстана по футболу 1996/1997
Кубок Казахстана по футболу 1996—1997 годов — 5-й розыгрыш национального Кубка, в котором приняли участие 19 клубов.
Финальный матч состоялся 25 ноября 1996 года в Алма-Атe на Центральном стадионе, в нём встретились представители актауского «Мунайшы» и семипалатинского «Елимая».
Перед матчем обе команды сообщили о требовании об отставке президента Футбольной ассоциации Республики Казахстан (ФАРК) Куралбека Ордабаева и предупредили, что победитель примет кубок только в случае его отставки.
В матче победу одержали семипалатинские футболисты, вернувшиеся домой, согласно обещанию, без кубка.
Данные действия были интерпретированы как отказ от участия в финале, результат матча был аннулирован, а 26 апреля 1997 года был проведён новый финал с участием выбывших в полуфинале алма-атинского «Кайрата» и усть-каменогорского «Востока-Адиль», победу в котором одержал «Кайрат».

## Схема турнира
Соревнования в рамках Кубка Казахстана 1996—1997 годов проводились с 7 мая 1996 года по 26 апреля 1997 года, к ним были допущены клубы, игравшие в высшей лиге.
На каждой стадии турнира, кроме финального матча, команды, поделённые жребием на пары, играли 2 матча, по итогам которых проигравшая сторона покидала турнир.
Победители пар встречались друг с другом с учётом определённой жребием турнирной сетки. Места проведения первых и ответных матчей также определялись жребием (команда, названная первой, была хозяином поля в первом матче).
В случае ничьей по итогам двух игр вначале действовало правило преимущества команды, которая забила больше мячей на чужом поле, а в других случаях назначались 2 дополнительных тайма по 15 минут, игра в которых продолжалась до первого забитого гола.
В случае ничейного результата и после дополнительного времени победитель определялся в серии послематчевых пенальти.

## 1/16 финала
Первые матчи состоялись 7 мая, а ответные — 14 мая 1996 года.
| название             | счёт | название          | 1-й матч | 2-й матч |
| -------------------- | ---- | ----------------- | -------- | -------- |
| Кайнар (Талдыкорган) | +:-  | Булат (Темиртау)  |          |          |
| Кайрат (Алма-Ата)    | +:-  | Целинник (Акмола) |          |          |
| Горняк (Хромтау)     | -:+  | Тобол (Кустанай)  | 1:0      | -:+      |

## 1/8 финала
Матчи состоялись с 7 мая по 10 июня 1996 года.
| название                | счёт | название                  | 1-й матч | 2-й матч |
| ----------------------- | ---- | ------------------------- | -------- | -------- |
| Кокше (Кокшетау)        | -:+  | Енбек (Жезказган)         | 2:1      | -:+      |
| Иртыш (Павлодар)        | 4:5  | Елимай (Семипалатинск)    | 4:2      | 0:3      |
| Кайнар (Талдыкорган)    | 4:6  | Кайрат (Алма-Ата)         | 1:2      | 3:4      |
| Шахтёр (Караганда)      | 3:2  | Актобемунай (Актюбинск)   | 3:1      | 0:1      |
| Тараз (Тараз)           | -:+  | Кайсар-Мунай (Кзыл-Орда)  | 1:2      | -:+      |
| СКИФ-Ордабасы (Шымкент) | -:+  | Восток (Усть-Каменогорск) | 0:0      | -:+      |
| Мунайшы (Актау)         | 4:1  | Батыр (Экибастуз)         | 3:0      | 1:1      |
| Тобол (Кустанай)        | +:-  | Жигер (Шымкент)           |          |          |

## 1/4 финала
Матчи состоялись с 21 июня по 17 августа 1996 года.
| название                 | счёт | название                     | 1-й матч | 2-й матч |
| ------------------------ | ---- | ---------------------------- | -------- | -------- |
| Енбек (Жезказган)        | 3:4  | Елимай (Семипалатинск)       | 2:1      | 1:3      |
| Кайрат (Алма-Ата)        | 4:2  | Шахтёр (Караганда)           | 4:1      | 0:1      |
| Кайсар-Мунай (Кзыл-Орда) | 3:3  | Восток (Усть-Каменогорск)(г) | 2:2      | 1:1      |
| Мунайшы (Актау)          | 3:0  | Тобол (Кустанай)             | 2:0      | 1:0      |

## 1/2 финала
Первые матчи состоялись 5 ноября 1996 года, ответные — 20 ноября 1996 года.
| название                  | счёт      | название          | 1-й матч | 2-й матч |
| ------------------------- | --------- | ----------------- | -------- | -------- |
| Елимай (Семипалатинск)    | 3:2 (-:+) | Кайрат (Алма-Ата) | 2:1      | 1:1      |
| Восток (Усть-Каменогорск) | 2:5 (+:-) | Мунайшы (Актау)   | 0:1      | 1:4      |

## Аннулированный финал
Финальный матч состоялся 25 ноября 1996 года в Алма-Атe на Центральном стадионе, в нём встретились представители актауского «Мунайшы» и семипалатинского «Елимая».
Перед матчем обе команды сообщили о требовании об отставке президента Футбольной ассоциации Республики Казахстан (ФАРК) Куралбека Ордабаева и предупредили, что победитель примет кубок только в случае его отставки.
В матче победу одержали семипалатинские футболисты, вернувшиеся домой, согласно обещанию, без кубка.
Данные действия были интерпретированы как отказ от участия в финале, результат матча был аннулирован.
| 25 ноября 1996                    | \| Елимай (Семипалатинск) \| 2:1 \| Мунайшы (Актау) \| \| Есмагамбетов 25′ · Литвиненко 48′ \| Голы \| Рыков 2′ \| | Центральный стадион Алма-Ата |
| Елимай (Семипалатинск)            | 2:1 | Мунайшы (Актау)              |
| Есмагамбетов 25′ · Литвиненко 48′ | Голы | Рыков 2′                     |

## Финал
В связи с аннулированием результата финала Кубка Казахстана 1996 года было решено провести новый финал с участием выбывших в полуфинале алма-атинского «Кайрата» и усть-каменогорского «Востока-Адиль».
| 26 апреля 1997             | \| Кайрат (Алма-Ата) \| 2:0 \| Восток-Адиль (Усть-Каменогорск) \| \| Климов 26′ · Нисанбаев 66′ \| Голы \| \| | Центральный стадион Алма-Ата Зрителей: 2 500 Судья: К. Ордабаев (Шымкент) |
| Кайрат (Алма-Ата)          | 2:0 | Восток-Адиль (Усть-Каменогорск)                                           |
| Климов 26′ · Нисанбаев 66′ | Голы |                                                                           |

| Победитель Кубка Казахстана по футболу 1996-1997 |
| ------------------------------------------------ |
| Кайрат (Алма-Ата) Второй титул                   |

## Лучшие бомбардиры розыгрыша
| Игрок            | Команда           | Голов |
| ---------------- | ----------------- | ----- |
| Эдуард Глазунов  | Мунайшы (Актау)   | 6     |
| Серик Жейлитбаев | Кайрат (Алма-Ата) | 3     |
| Асхат Кадыркулов | Кайрат (Алма-Ата) | 3     |
| Сергей Пацай     | Кайрат (Алма-Ата) | 3     |
| Юрий Рыков       | Мунайшы (Актау)   | 3     |